# Pawel Michailowitsch Magasejew
Pawel Michailowitsch Magasejew (russisch Павел Михайлович Магазеев; moldauisch und englisch Pavel Magazeev; * 12. Juli 1988 in Ziwilsk, Tschuwaschische ASSR, Russische SFSR, Sowjetunion) ist ein russischer Biathlet, der seit 2020 international für Moldawien startet. Er nahm an den Olympischen Spielen 2022 teil.

## Sportliche Laufbahn

### Medaillen auf Juniorenebene
Magasejew startete zu Beginn seiner Karriere für die russische Mannschaft. Bei seinem ersten internationalen Auftritt, den Sommerbiathlon-Weltmeisterschaften 2006 in Ufa, konnte er auf Juniorenebene im Sprint die Goldmedaille gewinnen. Seine nächste Medaille holte er sich bei den Jugendweltmeisterschaften 2007 in Martell, als er Zweiter im Einzel wurde. In der Saison 2007/08 lief Magasejew erstmals in den Juniorenwettbewerben des Europacups, dem heutigen IBU-Junior-Cup. Bei den Juniorenweltmeisterschaften 2008 und den Juniorenwettkämpfen der Europameisterschaften desselben Jahres konnte er jeweils die Goldmedaille mit der russischen Staffel gewinnen. Erneut war Magasejew 2009 bei der Junioren-WM erfolgreich, indem er mit der russischen Staffel die Silbermedaille gewinnen konnte. In den Individualwettbewerben kam er nicht über einen 10. Platz hinaus. Bei deb Sommerbiathlon-Juniorenweltmeisterschaften 2009 war er mit Gold in der Mixedstaffel und zwei Silbermedaillen in Sprint und Verfolgung einer der erfolgreichsten Athleten.

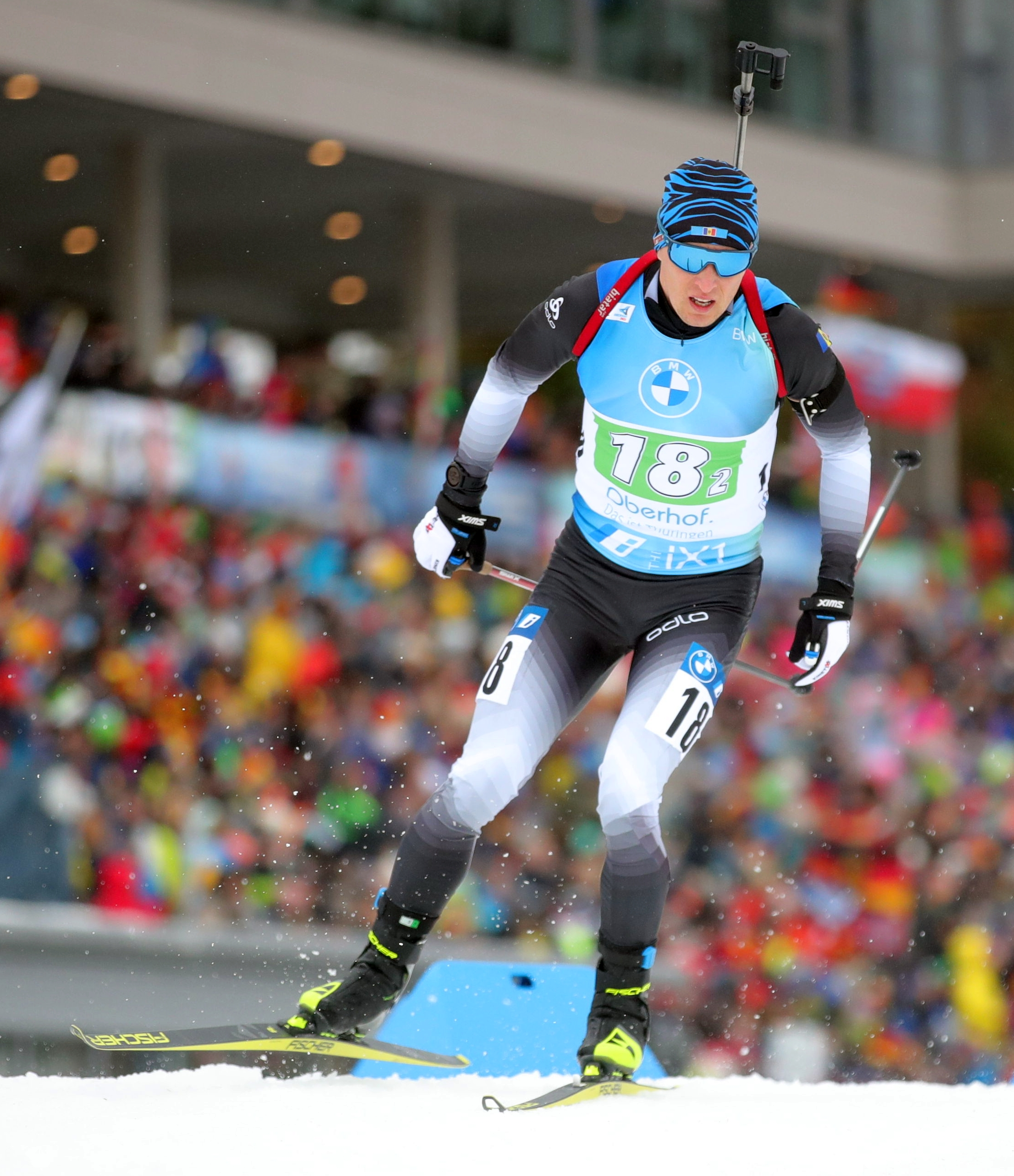
Magasejew während des Staffelrennens bei den Weltmeisterschaften 2023

### Nationenwechsel und regelmäßige Weltcupstarts
Danach nahm Magasejew nur noch an nationalen russischen Wettbewerben teil, bis er 2018 die moldauische Staatsbürgerschaft annahm und seitdem in der Nationalmannschaft der Republik Moldau antritt. In der Saison 2019/20 nahm er an den Europameisterschaften und einigen Rennen im IBU-Cup teil. Zu Beginn der Saison 2020/21 gab Magasejew im relativ fortgeschrittenen Alter von 32 Jahren sein Debüt im Weltcup und bestritt dort den Großteil des Winters. Erstmals in die Punkteränge lief er dabei als 33. bei einem Sprintrennen im Januar 2021, das in Oberhof stattfand. Bei den Weltmeisterschaften war der Moldawier Teil der Mannschaft und belegte die Ränge 74 und 82 in Sprint und Einzel, erstmals in der Geschichte war der moldawische Verband zudem durch die Einbürgerungen von Magasejew, Maxim Makarow sowie Michail und Andrei Ussow in der Lage, im Weltcup eine Herrenstaffel zu stellen, die den 20. Rang belegte. Unregelmäßige Auftritte bekam der Athlet auch im IBU-Cup 2020/21, wo am Arber ein zehnter Rang das beste Ergebnis war. Außer eines 42. Platzes zu Beginn verlief die Saison 2021/22 weniger erfolgreich, sodass Magasejew ursprünglich nicht für die Olympischen Spiele von Peking nominiert wurde. Da Michail Ussow allerdings krankheitsbedingt ausfiel, bekam er die Einsätze in Sprint und Einzel und nutzte diese hervorragend, mit Rang 26 im Einzel sprang die Karrierebestleistung auf der höchsten Rennebene heraus.
Relativ erfolgreich verlief für Magasejew auch der Winter 2022/23, mit Ausnahme des Sprintrennens von Antholz klassierte er sich in jedem Rennen unter den besten 60. Auch bei den Europameisterschaften konnte er mit den Rängen neun und sechs in Sprint und Verfolgung überzeugen, bei den Weltmeisterschaften sprang als bestes Ergebnis Platz 47 im Verfolger heraus. Nach dem Saisonhöhepunkt ergatterte er in den Sprintrennen von Nové Město und Oslo als 34. und 40. Weltcuppunkte, zudem gelang es der Herrenstaffel in Östersund erstmals, die Ziellinie zu überqueren, die Mannschaft wurde 16. von 22 Nationen. Noch einmal deutlich steigern konnte sich der Moldawier in der Saison 2023/24. Beim saisoneröffnenden Einzel von Östersund verfehlte er nur eine Scheibe und belegte überraschend Rang 18, in Sprint und Verfolgung erreichte er am gleichen Ort ebenfalls die Top 30. Nachdem er sich im Rahmen des Wochenendes in Oslo auf dem 19. Platz klassiert hatte, qualifizierte er sich schließlich erstmals – als erster unter moldawischer Flagge startender männlicher Biathlet überhaupt – für einen Massenstart auf Weltcupebene und schloss diesen als 28. ab. In der ersten Saisonhälfte 2024/25 ging Magasejew trotz einer schwereren Erkältung an den Start und erreichte die Punkteränge nicht ansatzweise. Bei den Weltmeisterschaften und im letzten Trimester fand er allerdings wieder zu seiner Stärke und erreichte dreimal einen Platz unter den besten 40.

## Statistiken

### Weltcupplatzierungen
Die Tabelle zeigt alle Platzierungen (je nach Austragungsjahr einschließlich Olympische Spiele und Weltmeisterschaften).
- 1.–3. Platz: Anzahl der Podiumsplatzierungen
- Top 10: Anzahl der Platzierungen unter den ersten zehn (einschließlich Podium)
- Punkteränge: Anzahl der Platzierungen innerhalb der Punkteränge (einschließlich Podium und Top 10)
- Starts: Anzahl gelaufener Rennen in der jeweiligen Disziplin
- Staffel: inklusive Mixed- und Single-Mixed-Staffeln

| Platzierung               | Einzel | Sprint | Verfolgung | Massenstart | Staffel | Gesamt |
| ------------------------- | ------ | ------ | ---------- | ----------- | ------- | ------ |
| 1. Platz                  |        |        |            |             |         |        |
| 2. Platz                  |        |        |            |             |         |        |
| 3. Platz                  |        |        |            |             |         |        |
| Top 10                    |        |        |            |             |         |        |
| Punkteränge               | 2      | 4      | 2          | 1           | 21      | 30     |
| Starts                    | 12     | 32     | 12         | 1           | 23      | 80     |
| Stand: Saisonende 2024/25 |        |        |            |             |         |        |

### Weltcupwertungen
Ergebnisse bei Biathlon-Weltcups (Disziplinen- und Gesamtweltcup) gemäß Punktesystem:
| Saison  | Einzel | Einzel | Sprint | Sprint | Verfolgung | Verfolgung | Massenstart | Massenstart | Gesamt | Gesamt |
| Saison  | Platz  | Punkte | Platz  | Punkte | Platz      | Punkte     | Platz       | Punkte      | Platz  | Punkte |
| ------- | ------ | ------ | ------ | ------ | ---------- | ---------- | ----------- | ----------- | ------ | ------ |
| 2020/21 | –      | –      | 73.    | 9      | –          | –          | –           | –           | 86.    | 9      |
| 2022/23 | –      | –      | 77.    | 8      | –          | –          | –           | –           | 89.    | 8      |
| 2023/24 | 23.    | 45     | 56.    | 18     | 58.        | 11         | 42.         | 6           | 45.    | 80     |
| 2024/25 | 58.    | 8      | –      | –      | 61.        | 10         | –           | –           | 69.    | 18     |

### Olympische Winterspiele
Ergebnisse bei Olympischen Winterspielen:
|                                        | Einzelwettbewerbe | Einzelwettbewerbe | Einzelwettbewerbe | Einzelwettbewerbe | Staffelwettbewerbe | Staffelwettbewerbe |
| Einzel                                 | Sprint            | Verfolgung        | Massenstart       | Männerstaffel     | Mixedstaffel       |                    |
| -------------------------------------- | ----------------- | ----------------- | ----------------- | ----------------- | ------------------ | ------------------ |
| Olympische Winterspiele 2022 \| Peking | 26.               | 79.               | –                 | –                 | –                  | –                  |

### Weltmeisterschaften

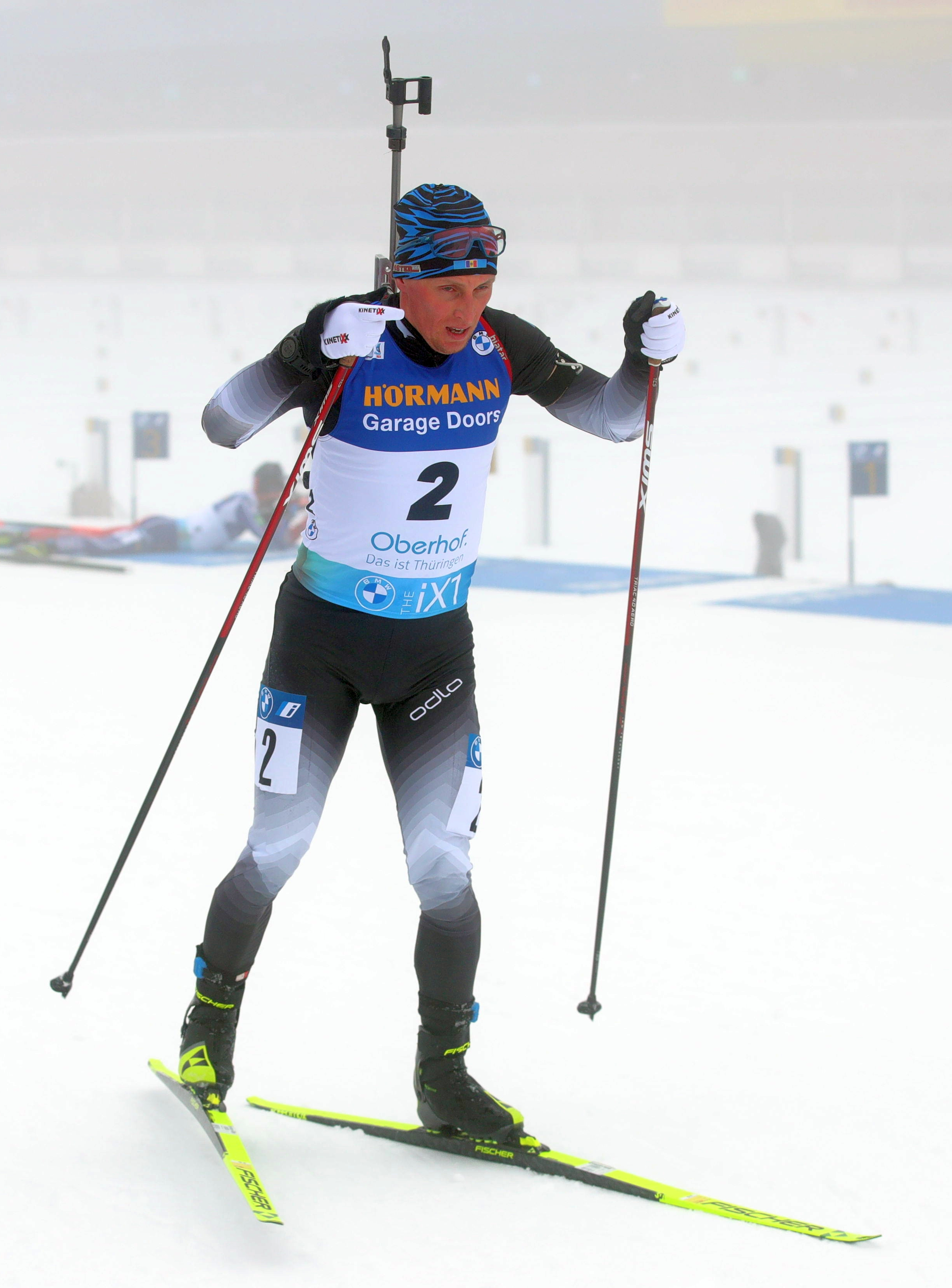
Magasejew bei den Weltmeisterschaften 2023 in Oberhof

Ergebnisse bei Weltmeisterschaften:
| Weltmeisterschaften | Weltmeisterschaften | Einzelwettbewerbe | Einzelwettbewerbe | Einzelwettbewerbe | Einzelwettbewerbe | Staffelwettbewerbe | Staffelwettbewerbe | Staffelwettbewerbe |
| Jahr                | Ort                 | Einzel            | Sprint            | Verfolgung        | Massenstart       | Männerstaffel      | Mixedstaffel       | S.-M.-Staffel      |
| ------------------- | ------------------- | ----------------- | ----------------- | ----------------- | ----------------- | ------------------ | ------------------ | ------------------ |
| 2021                | Pokljuka            | 81.               | 73.               | –                 | –                 | 20.                | –                  | –                  |
| 2023                | Oberhof             | 51.               | 57.               | 47.               | –                 | 22.                | 23.                | –                  |
| 2024                | Nové Město          | 38.               | 37.               | 36.               | –                 | 21.                | 18.                | –                  |
| 2025                | Lenzerheide         | 51.               | 52.               | 36.               | –                 | 20.                | 18.                | –                  |

### Jugend-/Juniorenweltmeisterschaften
Magasejew nahm 2007 an den Jugend- und ab 2008 an den Juniorenwettkämpfen teil.
| Weltmeisterschaften | Weltmeisterschaften | Einzelwettbewerbe | Einzelwettbewerbe | Einzelwettbewerbe | Männerstaffel |
| Jahr                | Ort                 | Einzel            | Sprint            | Verfolgung        | Männerstaffel |
| ------------------- | ------------------- | ----------------- | ----------------- | ----------------- | ------------- |
| 2007                | Martell             | 2.                | 28.               | 19.               | 7.            |
| 2008                | Ruhpolding          | 10.               | –                 | –                 | 1.            |
| 2009                | Canmore             | 19.               | 10.               | 15.               | 2.            |